# Loser (長渕剛の曲)
「Loser」（ルーザー）は、日本のミュージシャンである長渕剛の51枚目のシングル。作詞、作曲は長渕剛、編曲は関淳二郎、中村康就が行っている。

## 音楽性
本作のテーマは敗北感となっており、警察官であった長渕の父が昇進試験で不合格となって夫婦喧嘩が起きたこと、また父と共にバイクでツーリングに行った際に宮ケ浜駅でバイクを止めた父が寂しそうにタバコを吸っていた事などを想起して制作された。その他にもアメリカ合衆国に敗戦した日本を照らし合わせ、「勝者を祝う気持ちよりも、負けた人間の勝ち上がっていこうとする思いは強い。そのことを今の時代に生きている人たちに感じてほしかった」と長渕は語っている。
また本作のテーマとして、長渕は王貞治のエピソードとして「ホームランを打てても、イメージと異なった場合は必ず家で千本の素振りを行った」事を披露し、「負けを知って見える世界がある。負けを見つめて求めることのできる世界がある。それは、“どうやったら勝てるか”っていうことですよ。それは、勝ち続けた人間にはわからない」と語った。
本曲ではEDMのテイストを取り入れており、4つ打ちの曲となっている。

## リリース
本作リリースの告知は音楽ナタリーにて2017年4月16日に発表された。

## プロモーション
本作の初披露は4月6日に放送されたフジテレビ系音楽番組『Love music』（2015年 - ）であり、本作の他に「福島県立小高産業技術高等学校 校歌」、「涙は大切な君の友達だから」、「乾杯」を演奏した他、同日に長渕剛公式サイトにて試聴用音源や歌詞、手書きメッセージを公開した。
8月19日、8月26日の2週に渡りTBS系音楽番組『COUNT DOWN TV』（1993年 - ）に出演、26日に「Loser」を演奏した他、日本武道館での一夜限定ライブの密着映像も放送された。

## 批評
| 専門評論家によるレビュー | 専門評論家によるレビュー |
| レビュー・スコア         | レビュー・スコア         |
| 出典                     | 評価                     |
| ------------------------ | ------------------------ |
| ミドルエッジ             | 肯定的                   |

- エンターテインメントメディア『ミドルエッジ』では、「社会で敗北して、負け組となった人間が自分自身と向き合い、強く生きていく様が歌詞を通して伝わる。そして、かき鳴らされるギター音が力強い魂を感じさせる」と評されている[8]。